# Suela (plaats)
Suela is een bestuurslaag in het regentschap Oost-Lombok van de provincie West-Nusa Tenggara, Indonesië. Suela telt 6009 inwoners (volkstelling 2010).